# Timo Baumgartl
Timo Baumgartl (Böblingen, Alemania, 4 de marzo de 1996) es un futbolista alemán que juega en el St. Louis City S. C. de la Major League Soccer.

## Trayectoria
El 8 de noviembre de 2014 hizo su debut en la Bundesliga con el primer equipo del VfB Stuttgart en un encuentro contra el Werder Bremen.
En julio de 2019 se marchó al PSV Eindhoven. Dos años después regresó al fútbol alemán para jugar cedido en el F. C. Union Berlin. Tras esas dos temporadas en el conjunto capitalino, permaneció en Alemania al fichar por el F. C. Schalke 04 en julio de 2023. En este equipo jugó trece encuentros antes de acordar su salida en agosto del año siguiente. Entonces estuvo sin equipo hasta que en 2025 fichó por el St. Louis City S. C.

## Clubes
| Club                        | País           | Año       |
| --------------------------- | -------------- | --------- |
| VfB Stuttgart II            | Alemania       | 2014-2015 |
| VfB Stuttgart               | Alemania       | 2015-2019 |
| PSV Eindhoven               | Países Bajos   | 2019-2023 |
| F. C. Union Berlin (cedido) | Alemania       | 2021-2023 |
| F. C. Schalke 04            | Alemania       | 2023-2024 |
| St. Louis City S. C.        | Estados Unidos | 2025-     |